# Rend Collective
Rend Collective (voorheen bekend als Rend Collective Experiment) is een christelijke worship- en folkrock-band uit Noord-Ierland. De huidige bandleden zijn Gareth Gilkeson, Chris Llewellyn, Ali Gilkeson, Patrick Thompson en Steve Mitchell. Hun eerste studioalbum, Organic Family Hymnal, werd op 28 september 2010 uitgebracht. Daarna volgden nog vier studioalbums en drie livealbums.
In Nederland is de band voornamelijk bekend met het nummer Build Your Kingdom Here, wat voor de Opwekkingsbundel vertaald is naar Bouw Uw Koninkrijk.
Ook heeft de band op het Flevo Festival en tweemaal op de EO-Jongerendag gestaan.